# ساعة بعد منتصف الليل

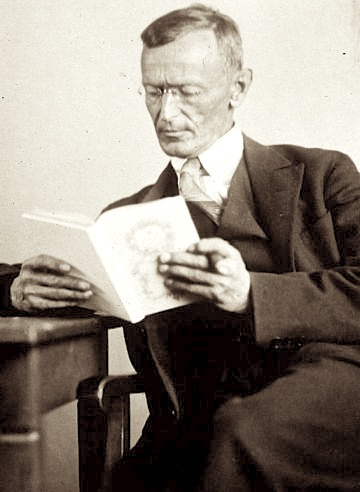
هرمان هيسه

ساعة بعد منتصف الليل (بالألمانية: Eine Stunde hinter Mitternacht) مجموعة شعرية من تأليف الشاعر الألماني هرمان هيسه (1877-1962)، نُشرت للمرة الأولى في عام 1899 (وتؤرخ كذلك إلى عام 1898) بطول 84 صفحة. عند نشر القصائد لم تلقَ استقبالاًً جيداً، ولم تطبع سوى مرة واحدة من ناشر صغير وبيعت بصورة بطيئة، ومع ذلك امتدح قصائده الشاعر راينر ماريا ريلكه وأُعجب بها.

## وصلات خارجية
- ساعة بعد منتصف الليل، على الفهرس العالمي.
- ساعة بعد منتصف الليل، على مكتبة جامعة هارفارد.
- ساعة بعد منتصف الليل، على كتب جوجل.
- ساعة بعد منتصف الليل، على موقع أمازون.